# Nincsen ördög
A Nincsen ördög Jókai Mór 1891-ben megjelent romantikus regénye. Az író egy magyar nemes kalandos élettörténetét meséli el, aki a predesztináció egy lehetséges megvalósulását példázza: akit boldogsággá akarnak tenni az istenek, az még az ördöggel is cimborálhat.

## Történet
|  | Alább a cselekmény részletei következnek! |

A történet a rossbergi vasúti szerencsétlenség félelmetes, tragikus leírásával kezdődött, majd Párizsban, egy Amerikából Európába látogató nábob luxuslakosztályában egy hosszú beszélgetéssel folytatódott. Mr. Du Many, az ezüstkirály kalandos életének állomásait mesélte el az írónak.
Dumány Kornél egy magyar középnemesi birtokos család sarjaként a szabadságharc bukása utáni időben orvosi diplomát szerzett. Magyarországon kevés anyagi és erkölcsi sikerben volt része, sőt egy szégyenletes választási komédiát is eljátszattak vele, hogy a mandátuma megsemmisíthető legyen. Ezután távozott el családi okokból is - alkalmi barátaitól és szerelmétől megaláztatások sorozatát átélve - kényszerből külföldre. Itt azonban kitűnően érvényesült, megbecsülést és vagyont szerzett. Merész tőzsdei manőverektől sem riadt vissza. A porosz–francia háború eseményeinek is résztvevője lett. Sorsa különös fordulatokat tartogatott a számára, miközben vagyona szinte az akarata ellenére is folyamatosan gyarapodott. A hosszú utat bejárt hős szerint mégis a családi boldogságnál nincs semmi fontosabb a világon.
– És most még egy felvilágosítással tartozom – szólt a nábob búcsúzásunk előtt. – Meglepő lehet, hogy egy családapa ilyen titkait a családéletének elmondja egy jó barátja előtt, akiről tudja, hogy az azokat tovább fogja adni. Hanem hát mirólunk annyiféle mesét költött már a népfantázia: hogy gazdagodtunk meg? Egyik azt mondja: általános kéme voltam a poroszoknak, azoktul kaptam kincseket, amiért a franciák hadállásait elárultam nekik; a másik azt híreszteli, hogy a nőm egy király szeretője volt: az tett dúsgazdaggá; a harmadik azt állítja, hogy még most is az, s én a civillistában osztozom; van, aki arra esküszik, hogy az ördögnek adtam el a lelkemet, s az hordja nekem a mesés kincseket. Ezekkel szemben az őszinte igazság leleplezése a legjobb védelem. Ember voltam, emberi dolgok történtek velem, amiket nincs okom eltitkolni. – Nincsen ördög!
|  | Itt a vége a cselekmény részletezésének! |

## Szereplők
- Mr. Du Many (Dumány Kornél, az „ezüstkirály”)
- az író (a kerettörténet elbeszélője)
- Vilmos (Jemmy)
- Dumányi Dienes táblabíró úr (Diogenes)
- Vernőczy Szigfrid gróf
- Vernőczy Diodora grófnő
- Vernőczy Flamma (Tűzláng) Mária grófnő
- Cenni (Klára)

## Értékelés
Jókai Mór gyermekkorában sokat betegeskedett, így az orvostudomány nagy becsben állott előtte. A test gyógyítását egyenrangúnak tartotta a lélek gyógyításával. A Nincsen ördögben is állítja, hogy az orvost ugyanaz a tisztelet illeti meg, mint a papot. A regényben azt is firtatja az író, hogy miért nem tanulhatnak a nők nálunk orvostudományt. A magyar hölgyek ekkor Svájcban járhattak orvosi egyetemre, hogy aztán idehaza csak szülésznői gyakorlatot folytathassanak.
Ez a regény Jókai egyik kevésbé ismert munkája. Pedig 1890 körül a szerző ebben az időben ért nemzetközi hírnevének csúcsára. A Nincsen ördög angol nyelven tizenháromszor jelent meg Angliában és Amerikában, ráadásul ezen országok kritikusainak dicséretét is megkapta. Mások szerint a cselekménye a szokásosnál is szövevényesebb, a mennyiség a minőség rovására ment ebben a dicsőséges időszakban. Köztes vélemény, hogy a Nincsen ördög olyan meddő kőzet, amelyben azért felbukkan egy-egy aranytelér.